# Odontopera orographica
Odontopera orographica là một loài bướm đêm trong họ Geometridae.